# Falonne Pambani
Falonne Kuzoya Pambani, née le 2 août 1994 à Kinshasa, est une footballeuse rd-congolaise évoluant au poste d'attaquant.

## Biographie
Née à Kinshasa en République démocratique du Congo (RDC), Falonne joue au poste d'attaquant dans le club turc de Süper Ligi de football féminin ALG Spor et dans l'équipe de république démocratique du Congo féminine de football,. Elle est sélectionnée en équipe nationale de la RDC lors du Championnat d'Afrique féminin 2012. En 2025, elle rejoint le club Al Shabab en Arabie Saoudite.

## Controverse
Pambani fait l'objet d'une controverse au sujet de sa date de naissance pendant son match en Turquie. Elle affirme être née le 2 août 1996, malgré le précédent registre officiel de la CAF indiquant qu'elle est née le 2 août 1994. En décembre 2023, lors des éliminatoires de la Coupe d'Afrique des Nations féminine 2024, elle utilise le document de 1996 pour jouer contre la Guinée équatoriale, qui a accueilli le Championnat d'Afrique féminin 2012, où elle utilisa le document de 1994. Après la conclusion du tour et la qualification sur le terrain de la RD Congo, le jeu irrégulier de Pambani est revendiqué par la Fédération équato-guinéenne de football, espérant que la CAF disqualifie la RD Congo et réintègre la Guinée équatoriale en conséquence.